# 盧漸
盧漸（1525年—？），字伯貞，號一峰，浙江寧波府鄞縣人，軍籍，明朝政治人物。

## 生平
嘉靖四十年（1561年）辛酉科浙江鄉試第一名舉人。嘉靖四十四年（1565年）中式乙丑科三甲第一百五十一名進士。礼部观政，本年授溧阳知县，隆慶二年（1568年）三月调顺义县，三年十月升都察院都事，四年三月升本院经历，万历元年（1573年）十月升刑部员外，二年十月升郎中，五年十一月升德安知府，九年七月升福建運使，十月致仕。

## 家族
曾祖盧瑀，知府；祖父盧倬；父盧銑，庠生，封都察院经历；母孫氏，封安人。兄津、海（吏员）、弟志通（吏员）、涵（庠生）、治、漳（庠生）。